# Linguine

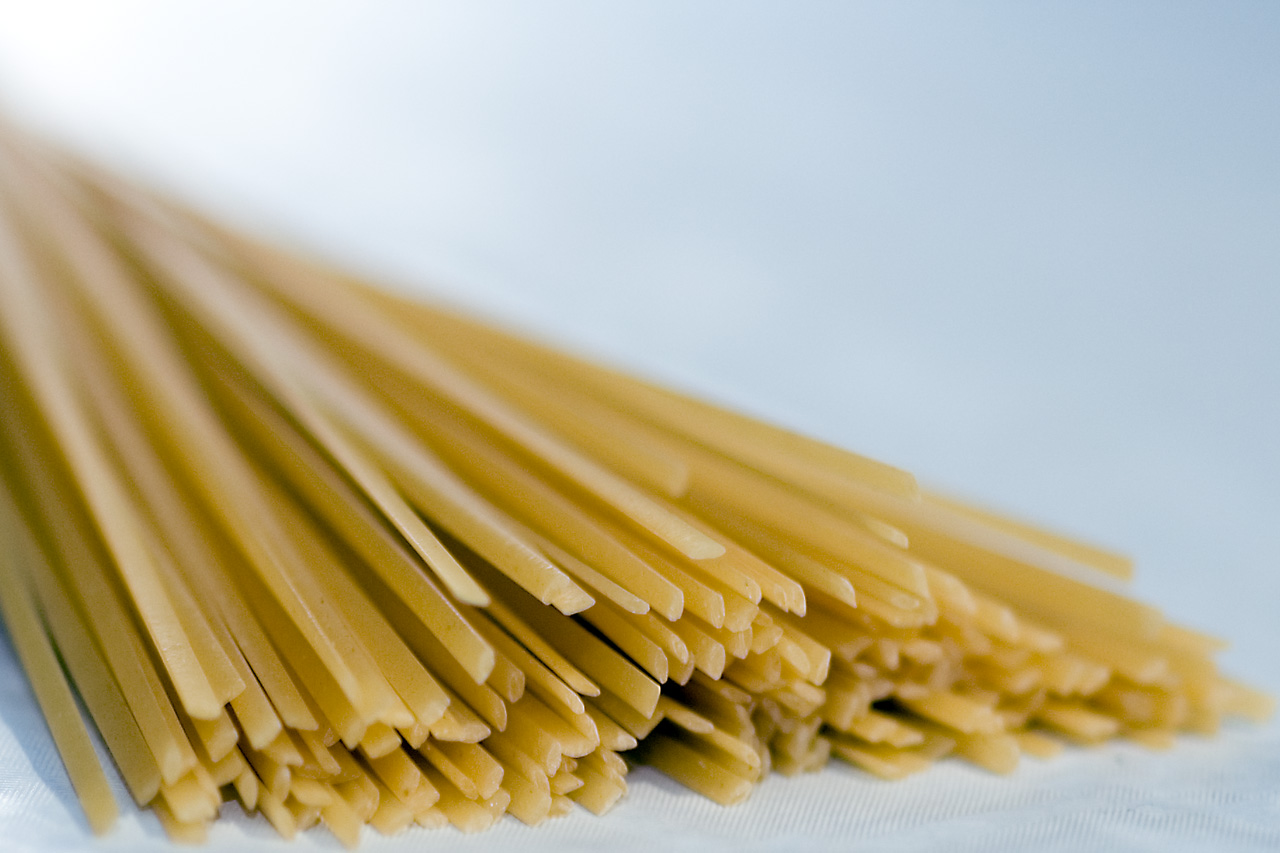
Makaron linquine

Linguine (linguini) – włoski makaron pochodzący z Ligurii, a dokładnie z Genui, bardzo podobny do klasycznego spaghetti. Różnią się tym, że linguine jest spłaszczony – ma zbliżone pole powierzchni, lecz na przekroju ma kształt soczewkowaty. W różnych częściach Włoch nazywany bavette i trenette.
Podaje się go np. z owocami morza lub różnymi sosami (np. pesto).